# Lophuromys chercherensis
Lophuromys chercherensis is een knaagdier uit het geslacht Lophuromys dat voorkomt in het Cherchergebergte in Oost-Ethiopië. De soort is daar bekend van tien exemplaren uit twee locaties op 2000 en 2700 m hoogte. De locatie op 2700 m hoogte, de typelocatie, bestaat uit verstoord Podocarpus-bos waar ook Stenocephalemys albipes gevangen werd. L. chercherensis behoort tot het ondergeslacht Lophuromys.
L. chercherensis is een middelgrote Lophuromys met een korte staart. De bovenkant van het lichaam is donkerbruin; de haren zijn op de onderste helft rood en op de bovenste helft zwart, met een gele band ertussen en een zwarte punt. De onderkant van het lichaam is grijsgeel tot roodachtig; de haren hebben witte punten. De bovenkant van de voorvoeten is donkerbruin, maar die van de achtervoeten is roodachtig met een bruine streep. De haren aan de bovenkant van de staart zijn zwart, die aan de onderkant donkergrijs met witte punten. Het gewicht bedraagt 36 tot 78 (gemiddeld 60) g, de kop-romplengte 114 tot 145 (128) mm, de staartlengte 60 tot 65 (63) mm, de achtervoetlengte (zonder klauwen) 20 tot 21 (20) mm en de oorlengte 17 tot 18 (18) mm. Het karyotype bedraagt 2n=70, FNa=84 (10 metacentrische of submetacentrische, 6 subtelocentrische en 52 acrocentrische autosomen en een submetacentrisch X- en acrocentrisch Y-chromosoom). Ook genetisch verschilt het dier van andere soorten.